# Abbaye d'Élan
L'abbaye d'Élan est un ancien monastère cistercien situé dans la commune d'Élan, dans les Ardennes, en France.
Fondée en 1148 par Ithier, l'abbaye tombe en commende au XVIe siècle et la vie religieuse y périclite. Elle est fermée par la Révolution française en 1790 et partiellement détruite ensuite. En 1946, ses vestiges sont inscrits sur la liste complémentaire des monuments historiques.

## Historique
L'abbaye est fondée en 1148 ou 1154 dans le Rethelois par Ithier dit « le Dévot », comte de Rethel, qui fonda plusieurs abbayes sur les terres qui lui appartenaient. Ithier fait venir un abbé appelé Roger d'origine anglaise provenant de l’abbaye cistercienne de Loroy. Ce dernier, accompagné par douze moines donnera le nom d'Esland (terre de l'est) à la nouvelle abbaye qui se développe sur un vallon retiré, entourée d’une forêt de hêtres et arrosée par de nombreuses sources. On dit que saint Bernard visita cette abbaye de cisterciens,.
Les abbés commendataires du monastère se recrutaient essentiellement dans les grandes familles ardennaises. Ainsi, de 1655 à 1710, l'abbé de Mouzon et d’Élan est Claude de Joyeuse, second fils d'Antoine-François de Joyeuse, comte de Grandpré et gouverneur de Mouzon.
L'abbaye fut équipée de canaux, de digues et d'un système hydraulique (utilisé jusqu'à la fin du XIXe siècle) permettant de faire tourner les moulins à grains et d'actionner les marteaux des forges.
Après une longue période de prospérité, le domaine fut dispersé après la Révolution française et détruit partiellement au début du XIXe siècle.
Philippe de Bourgogne mort à Azincourt en 1415, fut enterré dans l'église de l'abbaye.

## Centres d'intérêt
- Le logis ou château abbatial. C'est un logis de plan rectangulaire avec des tourelles coiffées de poivrières effilées à chaque coin. Il est couvert d'un comble d'ardoise, de bonnes dimensions, porté par une charpente en châtaignier.
- Les vestiges du réfectoire des moines.
- Un pan de mur du cloître datant du XIIe siècle.
- L'aile des convers datant du XVIe siècle.
- L'église Notre-Dame.
- Les bâtiments reconstruits à la fin XVIIe siècle.

Un peu à l'écart, au milieu de la forêt de hêtres, une promenade à pied à partir du logis abbatial conduit au vallon de la chapelle Saint-Roger avec ses bassins. Cette chapelle a été construite au XVIIIe siècle, à côté d'une source réputée miraculeuse. Saint Roger vint y mourir, en 1160.

### Autres sources
- Jean-Marie Pérouse de Montclos : Le Guide du Patrimoine. Champagne-Ardenne. Hachette, Paris 1995,  (ISBN 2-01-020987-7), S. 176.
- Bernard Peugniez : Routier cistercien. Abbayes et sites. France, Belgique, Luxembourg, Suisse. Nouvelle édition augmentée. Éditions Gaud, Moisenay 2001,  (ISBN 2-84080-044-6), S. 115–116.